# Reithrodontomys montanus
Reithrodontomys montanus är en däggdjursart som först beskrevs av Baird 1855.  Reithrodontomys montanus ingår i släktet skördemöss, och familjen hamsterartade gnagare. IUCN kategoriserar arten globalt som livskraftig. Inga underarter finns listade i Catalogue of Life.
Arten når en absolut längd (med svans) av 109 till 130 mm och en vikt av 7 till 9 g. Svansen är lika lång eller lite kortare än huvud och bål tillsammans. På ovansidan förekommer gråbrun päls som är mörkare på ryggens topp. Liksom hos andra skördemöss finns rännor i de övre framtänderna.
Arten förekommer i centrala USA och norra Mexiko. Den vistas i låglandet och i bergstrakter upp till 1920 meter över havet. Det typiska habitatet är prärien med kort gräs. Reithrodontomys montanus vistas även i andra gräsmarker och på odlad mark.
Denna skördemus bygger ett näste av gräs som placeras på marken eller i den låga växtligheten. Arten äter frön, örter och insekter. Ofta ligger bara 30 dagar mellan två kullar och per kull föds cirka fyra ungar. Honor blir 8 veckor efter födelsen könsmogna. Dräktigheten varar cirka 21 dagar och ungarna diar sin mor cirka 14 dagar. Individerna blir sällan äldre än ett år.